# Ulrich Frank (Basketballspieler)
Ulrich Frank (* 1963) ist ein ehemaliger deutscher Basketballspieler. Der 1,90 Meter große Aufbauspieler war für Göttingen und Bamberg in der Basketball-Bundesliga aktiv. In der höchsten deutschen Spielklasse erzielte er während seiner Karriere insgesamt 1984 Punkte.

## Spielerlaufbahn
1981 ging Frank aus der Göttinger Jugend für ein Jahr in die Vereinigten Staaten und spielte an der Moorpark High School in Kalifornien.
In seinem ersten Jahr in der Basketball-Bundesliga gewann Frank 1982/83 mit dem ASC 1846 Göttingen unter Trainer Terry Schofield die deutsche Meisterschaft und wiederholte den Erfolg in der Saison 1983/84.
1986 wechselte Frank gemeinsam mit seinem Mannschaftskameraden, dem US-Amerikaner Ralph McPherson innerhalb der Bundesliga von Göttingen zum 1. FC Bamberg. Bis 1991 blieb Frank in der oberfränkischen Stadt, ehe er zur BG 74 Göttingen in die 2. Basketball-Bundesliga ging und dort bis 1999 spielte.
Im Mai 2007 war Frank einer von fünf Gründungsgesellschaftern der starting five GmbH, die den Spielbetrieb der Damen- und Herren-Mannschaft der BG Göttingen in der Bundesliga leitete. Er war Sponsorenbeauftragter der starting five GmbH. 2012 wurde die Gesellschaft nach der Insolvenz aufgelöst.